# Poritia pleurata
Poritia pleurata, bướm ngọc xanh lục, là một loài bướm nhỏ được tìm thấy ở Ấn Độ, Myanmar và Nam Á thuộc họ Bướm xanh.

## Phạm vi phân bố
Nó trải dài từ Manipur ở Ấn Độ đến Myanmar. Theo Savela, nó được tìm thấy ở Manipur, Miến Điện, Sumatra, bán đảo Mã Lai và quần đảo Langkawi.

## Hình ảnh

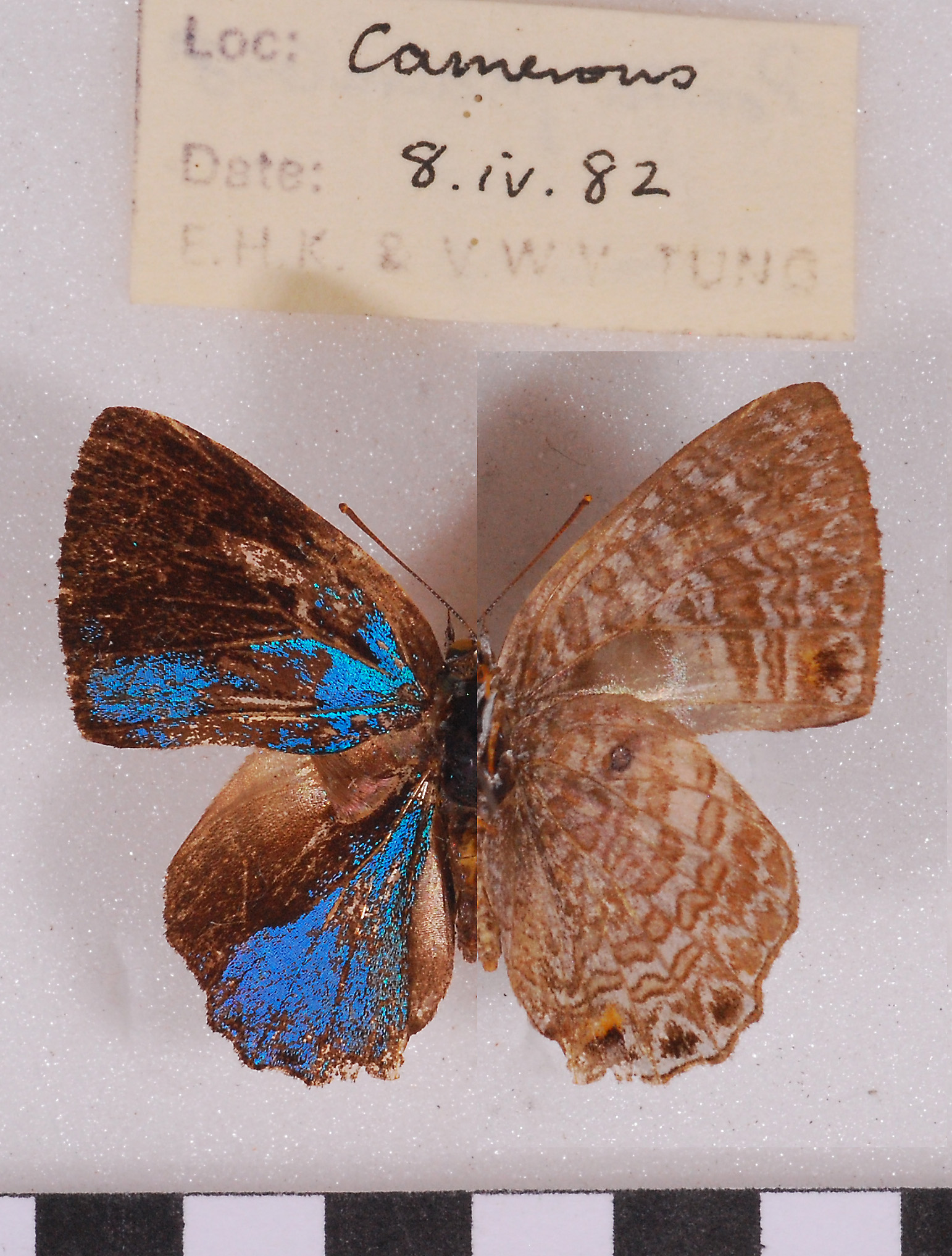

## Tình trạng
Hiếm theo Wynter-Blyth.

## Mô tả
Nó là một loài bướm nhỏ với sải cánh dài từ 30 đến 40 mm. Nửa cơ bản hoặc nhiều hơn của ô ở cánh trên có màu xanh lam. Có những điểm ở đỉnh và điểm cuối ở 2 và 3, mặc dù chúng có thể không có ở dạng mùa khô. Cánh trên của con cái không có mảng màu vàng.